# Gephyromantis ranjomavo
Espèce
Statut de conservation UICN

 EN B1ab(iii) : En danger
Gephyromantis ranjomavo est une espèce d'amphibiens de la famille des Mantellidae.

## Répartition
Cette espèce est endémique de Madagascar. Elle se rencontre à environ 1 326 m d'altitude dans le parc national de Marojejy.

## Description
Les 2 spécimens mâles observés lors de la description originale mesurent entre 23,5 mm et 25,8 mm de longueur standard.

## Étymologie
Son nom d'espèce, du malgache ranjo, « patte », et mavo, « jaune », lui a été donné en référence à la coloration de ses pattes postérieures.

## Publication originale
- Glaw & Vences, 2011 : Description of a new frog species of Gephyromantis (subgenus Laurentomantis) with tibial glands from Madagascar. Spixiana, vol. 34, no 1, p. 121-127 (texte intégral).